# Pseudotapeina tapeiniformis
Pseudotapeina tapeiniformis är en skalbaggsart som beskrevs av Stefan von Breuning 1965. Pseudotapeina tapeiniformis ingår i släktet Pseudotapeina och familjen långhorningar.
Artens utbredningsområde är Laos. Inga underarter finns listade i Catalogue of Life.